# Segundamano.es
Segundamano.es fue la página web de anuncios clasificados parte del grupo español Schibsted Classified Media durante 37 años. Desde noviembre de 2015, Segundamano.es dejó de existir de manera oficial y pasó a llamarse vibbo. En 2023 también dejó de existir Segundamano.mx.
Este sitio web es considerado el decano de los anuncios clasificados en línea en España.

## Descripción
Segundamano.es fue un portal dedicado a la compraventa de artículos de segunda mano a través de internet, que ofrecía a los usuarios particulares publicar de forma gratuita sus anuncios.
Actualmente, pasó a llamarse vibbo y gestiona más de 2.700.000 en 77 categorías distintas, entre ellas, ocio y deportes, hogar, electrónica, moda y complementos, artículos para niños y bebés, motor e inmobiliaria.
Cuenta con una audiencia de 10 millones de usuarios únicos, 30 millones de visitas y 671 millones de páginas vistas mensuales. Según datos de OJD Interactiva del año 2014.
Segundamano.es funcionaba como un portal que ponía en contacto a compradores y vendedores para que realizaran las transacciones de compraventa, sin intermediar en el proceso. Para garantizar la seguridad de esas transacciones, el sitio web ha publicado una guía de consejos.

## Historia
Los orígenes de segundamano.es se situaban en 1978, siendo en sus inicios un periódico semanal con publicación los lunes-miércoles-viernes de anuncios clasificados. Es en el año 1997 cuando segundamano.es dio el salto a internet [cita requerida] para convertirse, exclusivamente en un portal web para comprar y vender objetos usados que fue adquirido por la empresa canadiense Trader Classified Media en 1998.
En 2004, Anuntis y Segundamano se fusionan para crear la primera compañía de clasificados de habla hispana: Anuntis-Segundamano.
Desde 2006, Segundamano.es pertenecía a Schibsted Classified Media Spain (SCM Spain), que además de gestionar el portal de compraventa segundamano.es, cuenta con los siguientes portales: InfoJobs, fotocasa.es, coches.net o Milanuncios.com. SCM Spain forma parte del grupo de comunicación internacional de origen noruego Schibsted Media group, propietario de portales como Leboncoin en Francia, Yapo.cl en Chile y el portal Corotos.com.do en la República Dominicana.
En 2008, decidieron dejar de publicar el periódico en papel segundamano tras 30 años en los quioscos, convirtiéndose así en una empresa 100% en línea.